# Einzelbewerber
Als Einzelbewerber bezeichnet man einen Kandidaten für ein politisches Amt, der bei einer Wahl antritt, ohne von einer Partei aufgestellt worden zu sein. Einzelbewerber sind meist parteilos. Es kommt jedoch auch vor, dass Parteimitglieder als Einzelbewerber antreten.

## Bundestagswahlen
Um bei deutschen Bundestagswahlen als Einzelbewerber anzutreten, muss man mindestens 200 Unterstützungsunterschriften von Wahlberechtigten des Wahlkreises vorlegen. Erreicht ein Einzelbewerber wenigstens 10 % der Erststimmen, erhält er Wahlkampfkostenerstattung.
|             | 1949  | 1953  | 1957  | 1961  | 1965  | 1969  | 1972  | 1976  | 1980  | 1983  | 1987  |
| ----------- | ----- | ----- | ----- | ----- | ----- | ----- | ----- | ----- | ----- | ----- | ----- |
| Anzahl      | 117 a | 6     | 2     | 6     | 2     | 19 b  | 7     | 17    | 9     | 9     | 261 c |
| Stimmanteil | 4,8 % | 0,1 % | 0,0 % | 0,0 % | 0,0 % | 0,1 % | 0,0 % | 0,0 % | 0,0 % | 0,1 % | 0,7 % |
|             |       |       |       |       |       |       |       |       |       |       |       |
|             | 1990  | 1994  | 1998  | 2002  | 2005  | 2009  | 2013  | 2017  | 2021  | 2025  |       |
| Anzahl      | 51 d  | 37    | 105   | 60    | 60    | 166 e | 81    | 111 f | 197 g | 62    |       |
| Stimmanteil | 0,1 % | 0,1 % | 0,1 % | 0,1 % | 0,3 % | 0,3 % | 0,2 % | 0,2 % | 0,2 % |       |       |

Bei der ersten Bundestagswahl traten noch 117 Einzelbewerber an, unter anderem weil die Vertriebenenorganisationen keine Parteilizenz erhalten hatten. Insgesamt entfielen 4,8 % der Stimmen auf Einzelbewerber. Drei Einzelbewerber zogen in den Bundestag ein: Eduard Edert (als gemeinsamer Kandidat von CDU, FDP und DP), Franz Ott (als Vertriebenervertreter) sowie Richard Freudenberg (später Mitbegründer der Freien Wähler Baden-Württemberg).
Nach der Einführung der Zweitstimmen und damit Parteilandeslisten traten 1953 nur noch sechs Einzelbewerber an. Freudenberg scheiterte bei seiner erneuten Kandidatur. Bis 1983 traten nie mehr als 19 Einzelbewerber an. 1987 trat die Friedensliste in fast allen Wahlkreisen mit Einzelbewerbern, aber ohne Landeslisten an. Seit der Wiedervereinigung ist die Zahl der Einzelbewerber angestiegen, ohne dass diese jedoch größere Erfolge erzielen konnten. Dabei treten immer wieder größere Gruppen von Einzelbewerbern an, z. B. des Willi-Weise-Projekts 2009 und 2013, oft mit der verbindenden Forderung nach mehr direkter Demokratie. Bei der Bundestagswahl 2017 entfielen 0,18 % der Erststimmen auf Einzelbewerber, 2021 waren es 0,24 %.
| Wahl | Bewerber            | Wahlkreis         | Kennwort                                                                                         | Stimmen | Anteil | Bemerkung                                                      |
| ---- | ------------------- | ----------------- | ------------------------------------------------------------------------------------------------ | ------- | ------ | -------------------------------------------------------------- |
| 1953 | Richard Freudenberg | 180 Mannheim-Land | Wählervereinigung Freudenberg „parteilos“                                                        | 15.709  | 20,8 % | 1949 als Unabhängiger gewählt                                  |
| 1969 | Wilhelm Daniels     | 63 Bonn           | Aktionskomitee „Daniels in den Bundestag“                                                        | 29.895  | 20,1 % | Ehemaliger Bonner Oberbürgermeister (Ex-CDU)                   |
| 1983 | Helmut Palmer       | 167 Göppingen     | Bürgerrechtler                                                                                   | 28.456  | 19,8 % | „Remstal-Rebell“                                               |
| 1987 | Helmut Palmer       | 168 Waiblingen    | Wählergruppe „Bürgerrecht“                                                                       | 31.625  | 19,2 % |                                                                |
| 1987 | Franz Handlos       | 213 Deggendorf    | HANDLOS-WÄHLERGRUPPE                                                                             | 17.523  | 17,2 % | seit 1972 für CSU im Bundestag, 1983–1985 Vorsitzender der REP |
| 1990 | Helmut Palmer       | 193 Reutlingen    | Partner Palmer                                                                                   | 16.148  | 11,3 % |                                                                |
| 2005 | Martin Hohmann      | 176 Fulda         | Hohmann                                                                                          | 39.545  | 21,5 % | seit 1998 für die CDU im Bundestag, 2003 ausgeschlossen        |
| 2005 | Konrad Dippel       | 236 Weiden        | Danke für Ihr Vertrauen!                                                                         | 17.944  | 13,6 % |                                                                |
| 2009 | Konrad Dippel       | 235 Weiden        | Ihr freier Bürgerkandidat der Nordoberpfalz -für Volksentscheide – vielen Dank für Ihr Vertrauen | 17.196  | 14,1 % |                                                                |

## Kommunalwahlen
In Gemeinderäten insbesondere kleinerer Ortschaften sind Einzelbewerber häufig vertreten. In manchen Orten stellen sie sogar die Mehrheit der Gemeinderäte.